# Alan Carter
Alan Carter (sinh ngày 13 tháng 9 năm 1959) là một vị đạo diễn các chương trình show ca nhạc lớn của Mỹ trong đó nổi tiếng nhất là chương trình The Voice của đài NBC. Ông đã bắt đầu công việc làm một đạo diễn truyền hình cho chương trình đặc biệt David Copperfield Magic Special của đài CBS năm 1993 là chương trình đã giúp ông giành được một giải thưởng Emmy. Ông còn được biết đến là một vị đạo diễn chương trình ca nhạc lớn nhất của cộng đồng người Việt tại hải ngoại Paris By Night. Ông đạo diễn các cuốn 88, 90, 92 cho tới cuốn 106, 108, 111, 120, 123 và 129.

## Thông tin bên lề
Trong cuốn Paris By Night 106 chủ đề Lụa (Silk), MC Nguyễn Cao Kỳ Duyên đã có một cuộc phỏng vấn với đạo diễn Alan Carter và ông nói rằng tôi đã từng sống và làm việc tại Việt Nam nhưng ông không hề biết nói tiếng Việt.